# Hreša
Hreša je naseljeno mjesto u općini Stari Grad Sarajevo, Federacija BiH, BiH.

## Stanovništvo
Nacionalni sastav stanovništva 1991. godine, bio je sljedeći:
ukupno: 248
- Srbi - 244
- Hrvati - 2
- Muslimani - 1
- ostali, neopredijeljeni i nepoznato - 1